# Titularerzbistum Beroea
Beroea (ital.: Berea, lat. beroensis bzw. abgekürzt beroen.) ist ein Titularerzbistum der römisch-katholischen Kirche.
Es geht zurück auf einen untergegangenen Bischofssitz in der antiken Stadt Beroea, dem heutigen Aleppo (Syrien), die in der römischen Provinz Syria Coele bzw. der spätrömisch-byzantinischen Provinz Syria Prima lag. 
| Titularerzbischöfe von Beroea       |                                                              |                   |                    |
| Name                                | Amt                                                          | von               | bis                |
| Ioannis Baptista (Aresti?) a Dovara | OFM                                                          | 31. Juli 1645     |                    |
| Moisés Ferreira Coelho              | Koadjutorerzbischof von Paraíba (Brasilien)                  | 12. Februar 1932  | 16. August 1935    |
| Edward Myers                        | Koadjutorerzbischof von Westminster (Vereinigtes Königreich) | 20. Januar 1951   | 13. September 1956 |
| Felipe Santiago Hermosa y Sarmiento | Erzbischof des Militärordinariats (Peru)                     | 17. Dezember 1956 | 20. Januar 1971    |
| Domenico Picchinenna                | Koadjutorerzbischof von Catania (Italien)                    | 29. Mai 1971      | 16. Juli 1974      |